# Pola Gauguin
Paul Rollon "Pola" Gauguin (6. december 1883 i Paris – 2. juli 1961 i København) var en dansk-norsk maler, kunstkritiker og pædagog.
Han var søn af den kendte maler Paul Gauguin (1848-1903) og voksede op i København, hvor han studerede arkitektur i 1906. Han flyttede herefter til Kristiania, hvor han fik sin debut som maler i 1913 og blev norsk statsborger i 1916.
Han grundlagde Polas malerskole, som han var leder af fra 1917 til 1924. Blandt eleverne i Norge var Tidemand Gjørud, Hans Ryggen, Bernt Clüver, Thorbjørn Egner og Gunnar Scott-Ruud.
Han skrev og tegnede for Tidens Tegn og Dagbladet, skrev flere biografier og var kritiker i Verdens Gang fra 1945 til han flyttede tilbage til Danmark i 1949.
Han giftede sig i 1911 med den i Bergen fødte Ingrid Blehr (1881-1959) og
blev far til den norske maler Paul René Gauguin (1911-1976).